# 维雷 (索恩-卢瓦尔省)
维雷（法語：Viré，法語發音：[viʁe]）是法国索恩-卢瓦尔省的一个市镇，属于马孔区。

## 地理
维雷（46°26'58"N, 4°50'35"E）面积11.28 平方千米，位于法国勃艮第-弗朗什-孔泰大區索恩-卢瓦尔省，该省份为法国中部省份，北起顺时针与科多尔省、汝拉省、安省、罗讷省、卢瓦尔省、阿列省和涅夫勒省接壤。
与维雷接壤的市镇（或旧市镇、城区）包括：蒙贝莱、比尔日、克莱塞、佩罗讷、圣阿尔班、弗勒维尔。
维雷的时区为UTC+01:00、UTC+02:00（夏令时）。

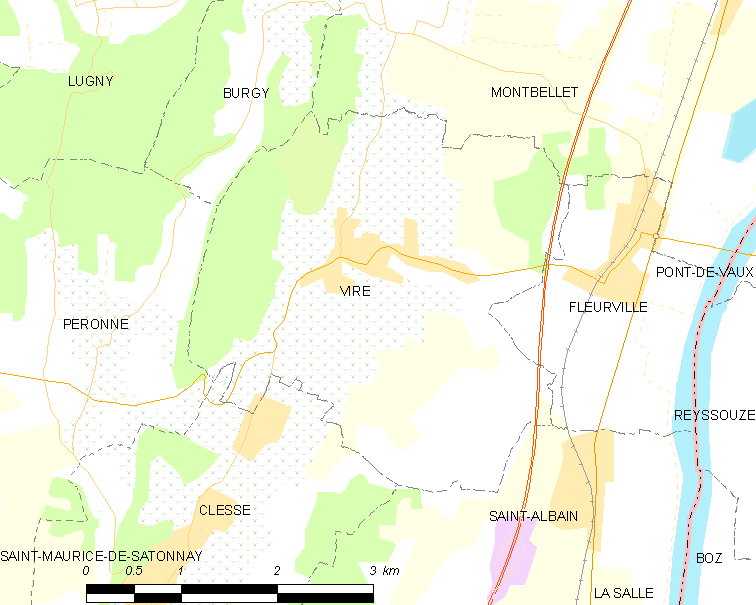
维雷的OSM定位图

## 行政
维雷的邮政编码为71260，INSEE市镇编码为71584。

## 政治
维雷所属的省级选区为于里尼县。

## 人口

1962-2008年间维雷人口变化图示

维雷于2022年1月1日时的人口数量为1218人。